# Erih Šerbec
Erih Šerbec, slovenski sindikalist in politik, * 13. februar 1944.
Med letoma 1992 in 1997 je bil član Državnega sveta Republike Slovenije.